# Джума-мечеть

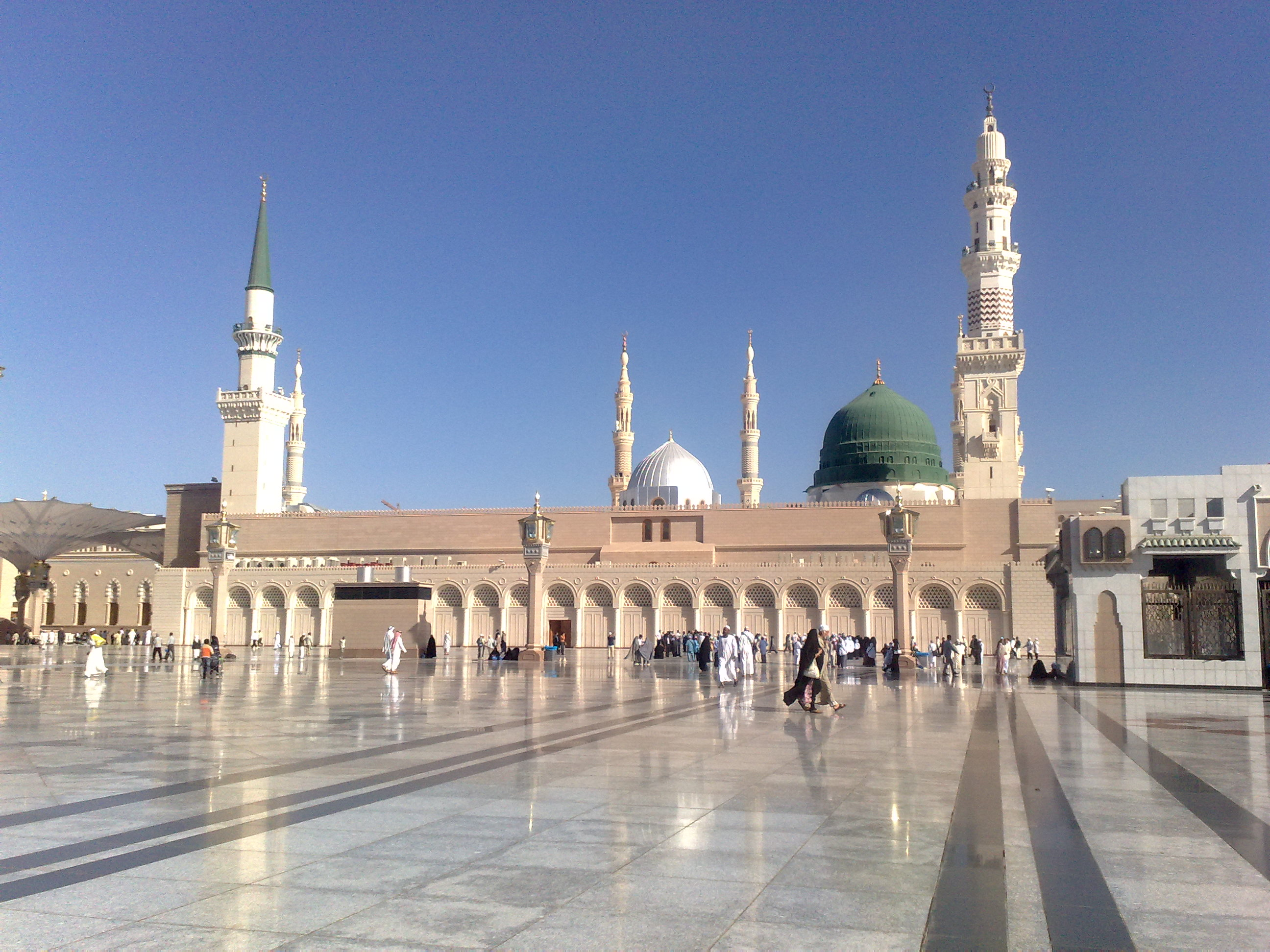
Мечеть Масджид ан-Набави в Медине

Джума-мечеть, то есть пятничная мечеть (араб. مسجد الجمعة‎, от арабского al-jumʿa (الجمعه‎) — собрание и al-masjid (المسجد‎) — мечеть), также соборная мечеть (араб. مَسْجِد جَامِع‎, masjid jāmi‘, или просто: جَامِع, jāmi‘; тур. Ulu Cami) — мечеть для коллективной молитвы, совершаемой всей мусульманской общиной в полдень пятницы (джума-намаз). Перед намазом хатиб (это чаще всего имам) читает пятничную молитву (хутбу).

## История
Одним из самых ранних арабских произведений, в котором встречается выражение соборная мечеть (араб. مَسْجِد جَامِع‎), является книга «Завоевания Египта, ал-Магриба и ал-Андалуса» Ибн Абду-ль-Хакама. В ней мечеть, построенная Амром ибн аль-Асом в Фустате и являвшаяся главная мечетью Египта в первые века ислама, называется masdschid dschāmi.
В ранней исламской традиции существовало функциональное различие между большими центральными мечетями, построенными и содержащимися властями, и небольшими местными мечетями, построенными и поддерживаемыми населением в целом. Первоначально в каждом городе обычно была только одна соборная мечеть, где проводились пятничные молитвы, в то время как в городских кварталах строились мечети меньшего размера для регулярных молитв. Рядом с соборной мечетью правитель или губернатор города обычно строил свою резиденцию. В то же время соборная мечеть часто исполняла также функции духовной школы, богословского центра, приюта паломников или суфиев, места погребения основателя.
В некоторых частях исламского мира, таких как Египет, пятничные молитвы изначально не разрешались в деревнях и других районах за пределами столицы. Минбар, своего рода кафедра, с которой традиционно произносилась проповедь, а также михраб, купол и минарет, стали стандартными атрибутами соборных мечетей в ранний период Аббасидов в конце VIII века. Композиция мечети Масджид ан-Набави в Медине, сложившаяся к середине VII века, послужила отправной точкой в дальнейшем развитии соборных мечетей арабского типа, являющегося древнейшим в исламской архитектуре.
В последующие века, по мере по мере роста населения городов и стремления правителей умилостивить Аллаха, наличие в одном населенном пункте нескольких соборных мечетей стало обычным делом. Например, Фустат, предшественник современного Каира, был основан в VII веке с единственной соборной мечетью Амра ибн аль-Аса, а к XV веку при мамлюках в городе насчитывалось уже 130 соборных мечетей. Подобное распространение соборных мечетей происходила во всех регионах исламского мира. Основным требованием при строительстве новой пятничной мечети было наличие не менее 40 верующих.